# Salmanazar Ier
Salmanazar Ier (en akkadien : 𒁹𒀭𒁲𒈠𒉡𒊕) est un roi d'Assyrie de la période médio-assyrienne, qui règne de 1275 à 1245 av. J.-C..
Il porte également le titre de « Roi de tous les peuples (en) » de 1263 à 1234 av. J.-C..

## Biographie

### Origine du nom
Salmanazar (qui se prononce Salmānu-ašarēd en assyrien) signifie en français : « Le dieu Salmanu est prééminent ».

### Règne
Salmanazar poursuit l'œuvre de son prédécesseur Adad-nerari Ier dans la région du Hanigalbat.
Au tout début de son règne, il envahit la région montagneuse des tribus Uruatri (première mention des Urartiens). Il les vainc en trois batailles (51 villes urartiennes sont au total pillées et détruites), et les tribus doivent désormais payer le tribut. Il s'attaque ensuite à la cité de Musasir qui subit le même sort.
En 1263 av. J.-C., il est le premier à se faire couronner Roi de tous les peuples (en).
Shattuara II, un successeur de la lignée des rois du Mitanni, tente de reprendre le contrôle de ce territoire avec l'aide des Hittites. L'armée assyrienne finit par l'emporter, et c'est sans doute alors que le Hanigalbat est intégré directement au royaume assyrien. Il nomme un membre de la famille royale assyrienne grand ministre (shukkallu rabiu) du Hanigalbat, ainsi que plusieurs gouverneurs dans les principales villes de Haute-Mésopotamie, notamment dans la vallée du Khabur (Dūr-Katlimmu, Qattara, Taidu, Irridu).
Vers la fin de son règne, après avoir fait construire un palais à Ninive, il restaure le temple d'Ishtar et déménage sa résidence à Kalkhu sur les rives du Tigre.

## Famille

### Mariage et enfants
De son mariage avec une femme inconnue, il eut :
- Tukulti-Ninurta Ier
- Peut-être une fille, possible épouse de Kashtiliash IV le roi de Babylone selon certaines sources

## Galerie

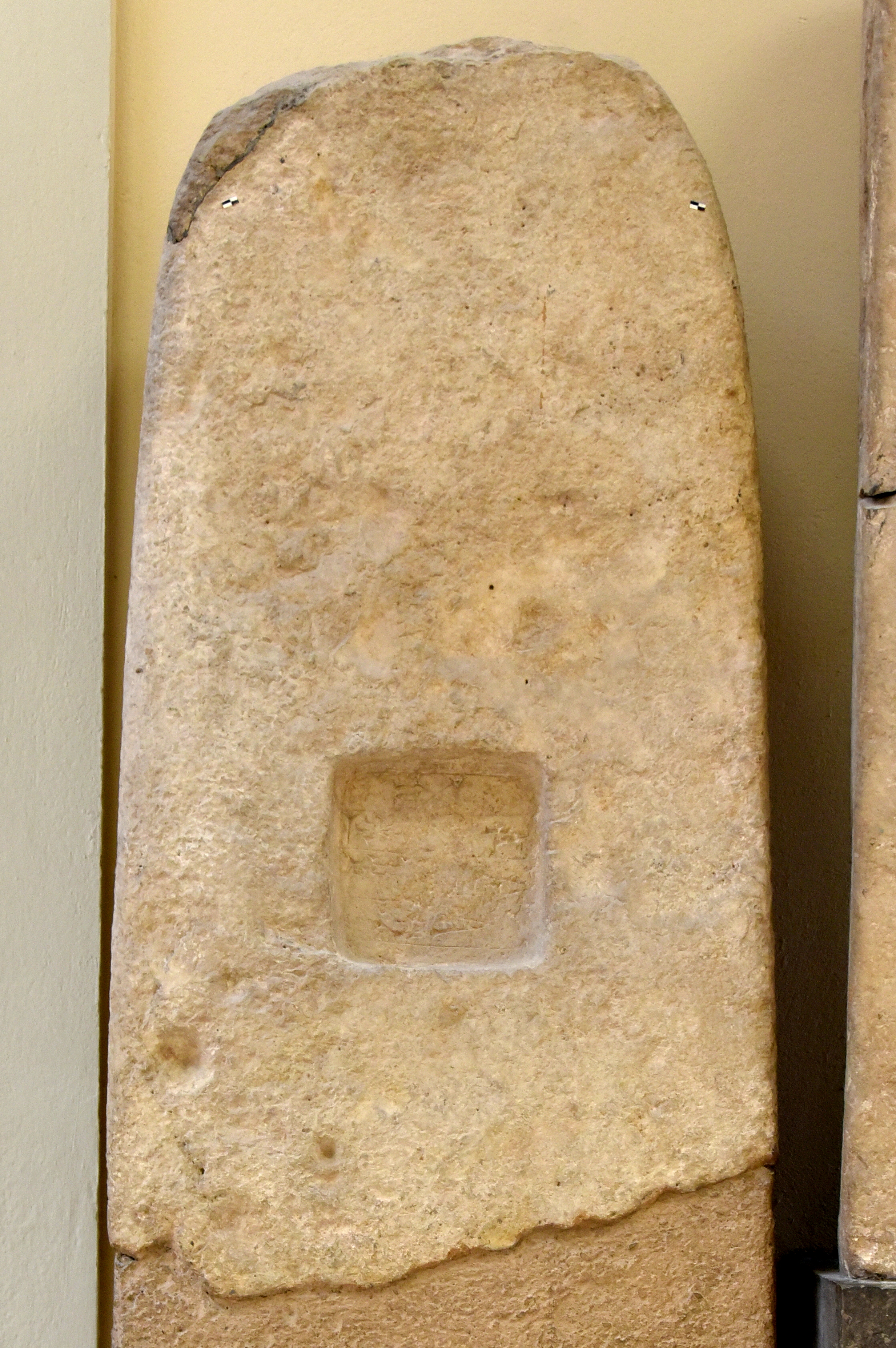
Stèle du roi Salmanazar Ier (Musée de Pergame, Berlin)
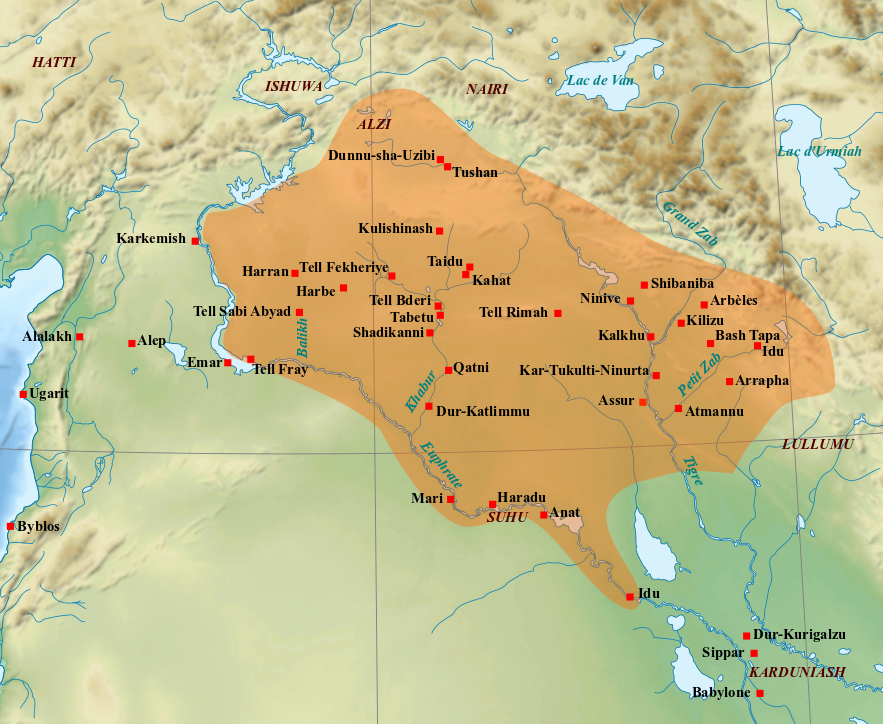
Extension approximative du royaume assyrien entre la fin du XIIIe et le début du XIe siècle av. J.-C.